# جولین مک‌لرن-راس
جولین مک‌لرن-راس (۷ ژوئیه ۱۹۱۲ – ۳ نوامبر ۱۹۶۴) نویسندهٔ انگلیسی است.

## زندگی‌نامه
جولین مک‌لرن-راس در سال ۱۹۱۲ در منطقهٔ نوروود جنوبی لندن به دنیا آمد. نامش در کودکی جیمز مک‌لرن راس بود و بعدها خود آن را تغییر داد. پدرش، جان لمدن راس، دورگهٔ اسکاتلندی و کوبایی بود و مادرش در خانواده‌ای هندی-انگلیسی متولد شده بود. مادرش را در جایی چنین توصیف کرده‌اند: «بانوی هندی شکوهمندی که زیبایی چهره، بدون شک، از او به پسرش به ارث رسیده بود.» مک‌لرن-راس بیشتر دوران تحصیل خود را در جنوب فرانسه گذراند، اگرچه در کتاب خاطراتش تحت عنوان اشک و لبخند (۱۹۵۳) بیشتر به دوران کودکی‌اش در حومهٔ بورنموث می‌پردازد. او در سال ۱۹۴۳ از ارتش اخراج شد، چرا که بدون اجازه به مرخصی رفته بود و با زنی در خانه دیده شده بود.
مک‌لرن-راس مطالب زیادی برای نشریات ادبی، نظیر مجلهٔ لندن و افق، می‌نوشت. او هواخواه حزب کارگر بود و، اگرچه هرگز در داستان‌هایش به‌صراحت به مسایل سیاسی نپرداخت، درگیری‌های اجتماعی بین دو جنگ جهانی و پس از جنگ جهانی دوم همواره در پس‌زمینهٔ آثارش به چشم می‌خورد. مک‌لرن-راس در رمان رقص به ساز زمان نوشتهٔ آنتونی پاول در نقش رمان‌نویسی به نام اِکس. ترپنل به تصویر کشیده شد و الیویا منینگ در کتاب  سه‌گانهٔ بالکان  شخصیت شاهزاده یاکیموف را با الهام از او خلق کرده‌است. ترس و نفرت در فیتزروویا زندگی‌نامهٔ اوست به قلم پاول ویلتز که در سال ۲۰۰۳ منتشر شد. جان بتجمن او را «یکی از بهترین نویسندگان ما» توصیف می‌کند.
می‌توان گفت آوازهٔ ظاهر آراسته و عجیب او، در میان هنرمندان کولی‌مآب لندن پس از جنگ، بلندتر از قامت آثار شناخته‌شده‌اش است. زندگی آشفتهٔ او و نقش کلیدی‌اش در محیط فیتزروویا باعث جلب علاقه به کارهایش شده‌است. بدهی، اعتیاد به الکل و عشق به بی‌بندوبار زیستن، همه در زندگی‌اش بسیار پررنگ هستند. نویسندهٔ زندگی‌نامهٔ مک‌لرن-راس معتقد بود «او توان پاسداری از استعداد عظیم خود را نداشت.»

## آثار
- خرت‌وپرت‌هایی برای سربازها، جاناتان کیپ (۱۹۴۴)
- از پس‌گردنی که بهتر است، لاسن و دان، با همکاری انتشارات هایپرین (۱۹۴۵)
- رتیل‌گزیده، الن وینگیت (۱۹۴۶)
- نُه مرد از سوهو، الن وینگیت (۱۹۴۶)
- از عشق و گرسنگی، الن وینگیت (۱۹۴۷)
- اشک و لبخند، راپرت هارت-دیویس (۱۹۵۳)
- کونهٔ آرنج، کتاب اِلِک (۱۹۵۶)
- تا روزی که بمیرد، همیش همیلتون (۱۹۶۰)
- کتاب روز محشر، همیش همیلتون (۱۹۶۱)
- نام من عشق است، انتشارات تایمز (۱۹۶۴)
- خاطرات دههٔ چهل، الن راس (۱۹۶۵)
- جولین مک‌لرن-راس: گزیدهٔ داستان‌ها، دوی لوئیس (۲۰۰۴)
- رتیل‌گزیده و نوشته‌های دیگر، انتشارات بلک اسپرینگ (۲۰۰۵)
- گزیدهٔ نامه‌ها، انتشارات بلک اسپرینگ (۲۰۰۸)

## برای مطالعهٔ بیشتر
- ساعت‌های تعطیلی، دن دوین (۱۹۷۵)
- مردهٔ گور، آنتونی کرانین (۱۹۷۶)
- ترس و نفرت در فیتزروویا، پاول ویلتز (انتشارات دوی لوئیس، ۲۰۰۳)
- راهنمای واترستون در باب نویسندگان لندن (۱۹۹۹)
- جمع کولی‌مآبان لندن، مایکل بیک‌ول (۱۹۹۹)